# Liste der Baudenkmäler in Rammingen (Bayern)
Auf dieser Seite sind die Baudenkmäler in der schwäbischen Gemeinde Rammingen zusammengestellt. Diese Tabelle ist eine Teilliste der Liste der Baudenkmäler in Bayern. Grundlage ist die Bayerische Denkmalliste, die auf Basis des Bayerischen Denkmalschutzgesetzes vom 1. Oktober 1973 erstmals erstellt wurde und seither durch das Bayerische Landesamt für Denkmalpflege geführt wird. Die folgenden Angaben ersetzen nicht die rechtsverbindliche Auskunft der Denkmalschutzbehörde.

## Baudenkmäler nach Ortsteilen

### Oberrammingen
| Lage                                                                     | Objekt                                 | Beschreibung | Akten-Nr.     | Bild                  |
| ------------------------------------------------------------------------ | -------------------------------------- | --- | ------------- | --------------------- |
| Hauptstraße (beim Kapellenplatz, nördlich der Kirche) (Standort)         | Bildstock                              | neugotischer Pfeiler mit Gehäuse, 2. Hälfte 19. Jahrhundert | D-7-78-209-5  | Bildstock             |
| Hauptstraße (beim Lindenweg) (Standort)                                  | Bildstock                              | Geiselheiland, gefaßte Holzfigur in modernem Gehäuse, Mitte 18. Jahrhundert                                                                                                   | D-7-78-209-17 | Bildstock             |
| Hauptstraße 3 (Standort)                                                 | Bauernhaus                             | Mitterstallbau, zweigeschossiger, giebelständiger Satteldachbau mit nördlich angebautem Pfründehäuschen, 2. Hälfte 19. Jahrhundert                                            | D-7-78-209-2  | Bauernhaus            |
| Hauptstraße 49 (Standort)                                                | Ehemaliges Bauernhaus                  | Mitterstallbau, zweigeschossiger, giebelständiger Satteldachbau mit nördlich angebautem Pfründehäuschen, Stallbereich zu Wohnzwecken umgebaut, wohl 1. Hälfte 19. Jahrhundert | D-7-78-209-3  | Ehemaliges Bauernhaus |
| Hauptstraße 51 (Standort)                                                | Bauernhaus                             | Mitterstallbau mit Wiederkehr, zweigeschossiger Satteldachbau mit Sohlbankgesims und klassizistischem Portal, 2. Viertel 19. Jahrhundert                                      | D-7-78-209-4  | Bauernhaus            |
| Kapellenplatz 1 (Standort)                                               | Kath. Filialkirche Unserer Lieben Frau | flachgedeckter Saalbau mit dreiseitigem Schluss und nördlichem Turm mit Zwiebelhaube, im Kern um 1600, Umbau und Erweiterung wohl durch Joseph Stiller, 1766; mit Ausstattung | D-7-78-209-1  | weitere Bilder        |
| Marienweg (bei der Hauptstraße) (Standort)                               | Bildstock                              | neugotischer Bündelpfeiler mit geschlossenem Gehäuse, Sandstein, 2. Hälfte 19. Jahrhundert                                                                                    | D-7-78-209-6  | Bildstock             |
| Salamähder (ca. 1 km westlich des Ortes am Weg nach St. Anna) (Standort) | Bildstock                              | Ölgemälde der Hl. Familie in erneuertem, hölzernem Gehäuse, Ende 19. Jahrhundert                                                                                              | D-7-78-209-7  | Bildstock             |

### Unterrammingen
| Lage                                               | Objekt                       | Beschreibung | Akten-Nr.     | Bild                     |
| -------------------------------------------------- | ---------------------------- | --- | ------------- | ------------------------ |
| Grottenweg 7 (Standort)                            | Lourdeskapelle               | neuromanischer Backsteinbau mit halbrundem Schluss und Dachreiter, 1891; mit Ausstattung | D-7-78-209-8  | weitere Bilder           |
| Hauptstraße 106 (Standort)                         | Ehemaliges Bauernhaus        | zweigeschossiger Mittertennbau mit flachem Satteldach, Wirtschaftsteil verbretterter Ständerbau, wohl 18. Jahrhundert                                                                       | D-7-78-209-10 | Ehemaliges Bauernhaus    |
| Hauptstraße 110 (Standort)                         | Ehemaliger Zehentstadel      | zweigeschossiger Mitterstallbau mit flachem Satteldach, im Kern wohl 17. Jahrhundert | D-7-78-209-11 | Ehemaliger Zehentstadel  |
| Hauptstraße 112 (Standort)                         | Bauernhaus                   | stattlicher zweigeschossiger Mitterstallbau mit Walmdach, Wirtschaftsteil modernisiert, 2. Hälfte 18. Jahrhundert                                                                           | D-7-78-209-12 | Bauernhaus               |
| Hauptstraße 120 (Standort)                         | Ehemaliger Gasthof Adler     | Baugruppe zu drei parallel aneinandergebauten, zweigeschossigen Satteldachhäusern, Mitte 19. Jahrhundert, Stadel im Kern 18. Jahrhundert                                                    | D-7-78-209-14 | Ehemaliger Gasthof Adler |
| Hauptstraße 130 (Standort)                         | Bauernhaus                   | zweigeschossiger Mittertennbau mit Satteldach und profilierten Gesimsen, südseitig zwei Türen mit Verdachungen auf Volutenkonsolen, um 1830                                                 | D-7-78-209-15 | Bauernhaus               |
| Kirchplatz 1 (Standort)                            | Kath. Pfarrkirche St. Magnus | pilastergegliederter Saalbau mit eingezogenem Chor, nördlicher Turm mit laternenbekrönter Kuppelhaube, Turm 2. Hälfte 15. Jahrhundert, Neubau von Joseph Stiller, 1767/68; mit Ausstattung  | D-7-78-209-18 | weitere Bilder           |
| Kirchplatz 1, 2 (Standort)                         | Kapelle                      | sogenanntes Armenseelenhäuschen, kleiner rechteckiger Satteldachbau mit pilastergerahmter Öffnung und angebauter Kerkernische, 1767/1768; mit Ausstattung; in der Südwestecke des Friedhofs | D-7-78-209-18 | Kapelle                  |
| Türkheimer Straße (bei der Hauptstraße) (Standort) | Mariensäule                  | Bildsäule aus Sandstein, von Johann Reiling, 1865 | D-7-78-209-16 | Mariensäule              |
| Türkheimer Straße (beim Lindenweg) (Standort)      | Kruzifix                     | 2. Hälfte 18. Jahrhundert | D-7-78-209-19 | Kruzifix                 |

## Ehemalige Baudenkmäler
In diesem Abschnitt sind Objekte aufgeführt, die früher einmal in der Denkmalliste eingetragen waren, jetzt aber nicht mehr. Objekte, die in anderem Zusammenhang also z. B. als Teil eines Baudenkmals weiter eingetragen sind, sollen hier nicht aufgeführt werden. Aktennummern in diesem Abschnitt sind ehemalige, jetzt nicht mehr gültige Aktennummern.

| Lage                                                                                      | Objekt   | Beschreibung                                                                  | Akten-Nr.     | Bild     |
| ----------------------------------------------------------------------------------------- | -------- | ----------------------------------------------------------------------------- | ------------- | -------- |
| Unterrammingen Grottenweg (Standort)                                                      | Kruzifix | 2. Hälfte 18. Jahrhundert; nahe der Lourdeskapelle                            | D-7-78-209-9  | Kruzifix |
| Unterrammingen Grottenweg (nordwestlich des Ortes an der Straße nach Mattsies) (Standort) | Kruzifix | 2. Hälfte 18. Jahrhundert; nordwestlich des Ortes an der Straße nach Mattsies | D-7-78-209-20 | Kruzifix |